# Růžena Machová
Růžena Machová (10. listopadu 1874 Jílové u Prahy – 5. března 1916 Praha) byla česká lékařka; druhá promovaná doktorka medicíny v Čechách, historicky čtvrtá promovaná česká lékařka, jedna prvních odborných lékařek se soukromou praxí.

## Život

### Mládí a studia
Narodila se v městečku Jílové nedaleko Prahy v rodině úředníka. Nedlouho poté osiřela. Po absolvování měšťanské školy začala studovat v Praze na nově otevřeném (1890) prvním soukromém dívčím gymnáziu ve střední Evropě Minerva. Původně se chtěla stát učitelkou, poté ji však začal finančně podporovat osobně císař František Josef I. a mecenáš Adolf Brádek. Po absolvování gymnázia tedy začala studovat medicínu na české lékařské fakultě Karlo-Ferdinandovy univerzity v Praze. Až do roku 1900 docházely dívky na přednášky na hospitační studium (bez statutu řádné posluchačky); v roce 1900 bylo novým zákonem dívkám umožněno skládat zkoušky za celou dosavadní dobu studia. 

Činžovní dům ve Spálené ulici č. 7 v Praze, kde Machová roku 1909 otevřela svou soukromou praxi

### Lékařkou
21. prosince 1903 Růžena Machová odpromovala a stala se tak teprve druhou v Čechách vystudovanou lékařkou, medička Anna Honzáková zde titul získala o rok dříve. První dvě Češky, které se staly lékařkami ještě před ní (Bohuslava Kecková a Anna Bayerová), získaly titul doktorky medicíny mimo české území, na univerzitách ve Švýcarsku. Následně byla v rámci atestace v letech 1903 až 1909 zaměstnána v celé řadě nemocnic v Praze: klinika Dr. Emericha Maixnera, oční klinika prof. Jana Deyla, ženské klinice MUDr. Hnátka či v České dětské nemocnici. Roku 1909 si ve Spálené ulici č. 7 na Novém Městě otevřela soukromou lékařskou praxi, kterou provozovala až do své smrti.

### Veřejná činnost
Následně začala zapojovat do české spolkové činnosti: byla členkou výboru Ústředního spolku českých žen, Národní jednoty severočeské či spolku Záchrana. Angažovala se také politicky jako členka Národní strany svobodomyslné (mladočeši), kde se stala jednou ze zakládajících členek ženského odboru strany. Členkou odboru byla rovněž spisovatelka a feministka Božena Viková-Kunětická.

### Úmrtí
Růžena Machová zemřela 6. března 1916 v Praze po delší nemoci ve věku 41 let.